# Jacob Collier (homme politique)
Jacob Collier (né le 20 mai 1997) est un homme politique du parti travailliste britannique qui est député de Burton et Uttoxeter depuis 2024.

## Biographie
Jacob Collier est né à Burton upon Trent en 1997 et grandit à Stretton. Il fréquente l'école primaire William Shrewsbury et l'Académie de Ferrers,. Il étudie l'histoire et la politique à l'Université de Nottingham et se spécialise dans la politique britannique de l'après-Seconde Guerre mondiale. Collier est élu responsable communautaire du syndicat des étudiants de l'Université de Nottingham. Il devient président des étudiants travaillistes de Nottingham avant d'obtenir son diplôme en 2018.
Avant de se lancer en politique, Collier travaille dans la communication pour Thera, une entreprise travaillant avec des personnes souffrant de troubles de l'apprentissage et, à partir de 2021, il est chargé de communication au Nottinghamshire Fire and Rescue Service, où il est également représentant syndical pour Unison,,,. Collier vote pour le Brexit lors du référendum de 2016, mais a déclaré depuis qu'il le regrettait.